# Lysenkoísmo

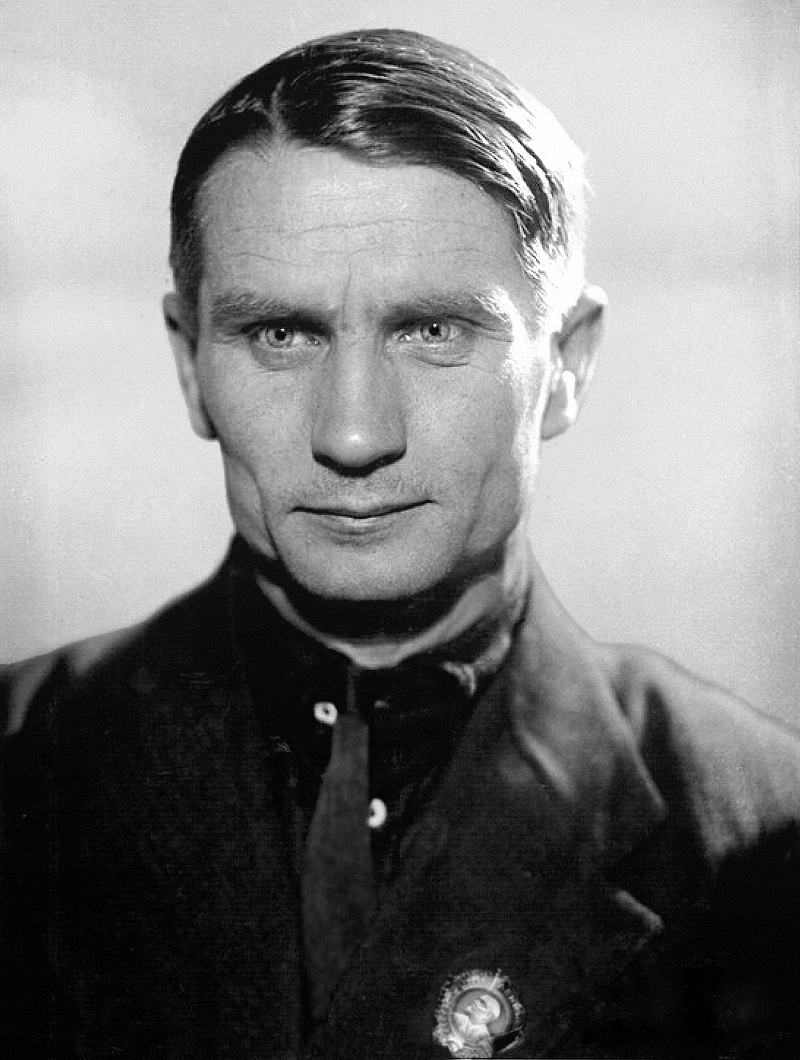
Trofim Lysenko.

Lysenkoísmo (o lysenkismo) es un término derivado del nombre del ingeniero agrónomo soviético Trofim Denísovich Lysenko (1898-1976), que puede ser interpretado en varios sentidos:
Desde el punto de vista científico, el lysenkoísmo se centraría en las ideas sobre biología (específicamente sobre ciencia agrícola) de Lysenko, centradas en su oposición a la genética, apoyándose en las nociones de Lamarck sobre «herencia de caracteres adquiridos». Basándose en ella, Lysenko afirmaba ser capaz de realizar prodigiosos avances para la agricultura soviética, reduciendo tiempos de maduración o multiplicando las cosechas. También se denomina «michurinismo», como Lysenko mismo denominó su teoría en reconocimiento a Iván Vladímirovich Michurin, o «minchurismo-lysenkismo».

## Los «descubrimientos» agrícolas
Lysenko afirmó haber hecho descubrimientos agrícolas que podrían mejorar el rendimiento de las cosechas. Sus tesis, en ocasiones confusas, se basaban en la noción falsa de «herencia de caracteres adquiridos» (lamarckismo) combinada con diversas formas de darwinismo[cita requerida]. Con un procedimiento que mezclaba la vernalización y la hibridación, recomendaba «instrucciones prácticas» para mejorar la producción agrícola, antes que el estudio científico de ésta; por ejemplo, enfriar el grano antes de sembrarlo. En líneas generales, Lysenko afirmaba que las plantas podían ser modificadas únicamente por el ambiente, sin tener en cuenta su herencia genética. Dado lo erróneo de sus teorías, los resultados no eran los ampliamente publicitados o no se mantenían en el tiempo.

## La vertiente política e ideológica

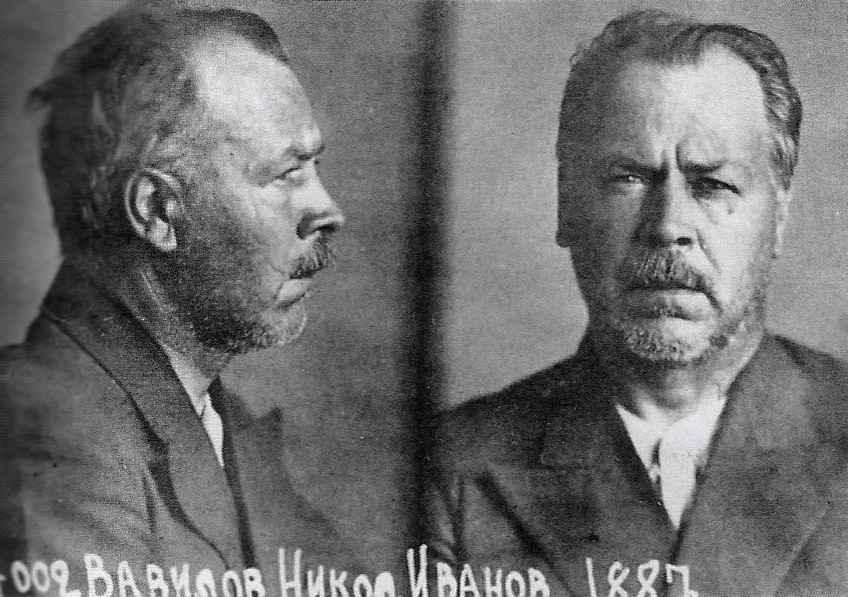
Retrato policial de Nikolái Vavílov, científico víctima del lysenkoísmo y el estalinismo.

Por razones tanto ideológicas como pragmáticas, los dirigentes soviéticos y muy especialmente Iósif Stalin respaldaron y promocionaron las ideas de Lysenko. A nivel ideológico, el lysenkoísmo venía a «apoyar» los postulados supuestamente marxistas acerca de la moldeabilidad de la naturaleza humana más allá de lo que impusiese la herencia genética. Por otro lado, estaba la evidente aplicación práctica de unas tesis que, de triunfar, solucionarían el problema de desabastecimiento alimentario que sufría el pueblo soviético. 
La identificación de las teorías lysenkoístas con el régimen soviético fue total: se convirtió, de algún modo, en la «ciencia soviética». Lysenko publicaba sus «descubrimientos» no en publicaciones científicas, sino en medios genéricos de alcance popular. Llegó a convertirse, durante más de treinta años (entre finales de los años 20 y mediados de los 60) en la única voz autorizada de la ciencia agrícola en la URSS, influyendo directamente en las decisiones políticas. Su poder era tal, y su personalidad tan extrema, que convirtió en prisioneros políticos a numerosos científicos opuestos a sus tesis, algunos de los cuales murieron. Entre ellos se cuentan el botánico y genetista Nikolái Vavílov, que murió en 1943 de malnutrición en la cárcel. La genética se convirtió, de algún modo, en «enemiga» del mundo obrero, y el ADN (cuando fue descubierto) una superstición de los medios occidentales. El lysenkoísmo tuvo acogida en muchos países del Bloque del Este y en China, con mayor o menor aceptación.
La identificación ciencia-política en el caso de Lysenko se demuestra asimismo con su declive, asociado íntimamente al de las ideas y procedimientos de Stalin. Aunque Jruschov aún mantendría su apoyo un tiempo, la eliminación del culto a la personalidad y el exceso de poder del período estalinista (desestalinización) abrirían brechas por las que se iría colando la crítica a las ideas de Lysenko. A mediados de los años 60 sus tesis ya habían sido desacreditadas en la propia URSS, y él fue apartado de sus puestos de responsabilidad y enviado a una granja experimental.

## Uso figurado
El término lysenkoísmo se utiliza a veces de modo figurado, para denotar la abierta sumisión de la ciencia a la política.